# رودولف توماس
رودولف توماس هو صاحب متجر ‏ وسياسي فرنسي، ولد في 8 أغسطس 1962 في فاليز في فرنسا. نشط حزبياً في الاتحاد من أجل الديمقراطية الفرنسية.

## مناصب
- انتخب  خلال فترته النيابية ‏ (18 مايو 2020 – ).
- انتخب Mayor of Hérouville-Saint-Clair ‏ خلال فترته النيابية ‏ (25 مايو 2020 – ).
- انتخب  خلال فترته النيابية ‏ (23 مارس 2014 – 17 مايو 2020).
- انتخب community councillor of Caen la Mer ‏ لترشحه ضمن قائمة هيروفيل سانت كلاير، خلال فترته النيابية ‏ (2017 – ).
- انتخب Mayor of Hérouville-Saint-Clair ‏ خلال فترته النيابية ‏ (19 مارس 2001 – 24 مايو 2020).
- انتخب member of the departmental council of Calvados ‏ عن دائرة Canton of Hérouville-Saint-Clair [الإنجليزية]‏ وقد انضم خلال فترته النيابية ‏ (2 أبريل 2015 – 11 يناير 2016) للكتلة البرلمانية .
- انتخب  عن دائرة كالفادوس وقد انضم خلال فترته النيابية ‏ (2016 – ) للكتلة البرلمانية .
- انتخب نائب فرنسي عن دائرة Calvados's 2nd constituency [الإنجليزية]‏ خلال فترته النيابية  [لغات أخرى]‏ (19 يونيو 2002 – 19 يونيو 2007).